# Pachnobia yatsugadakeana
Pachnobia yatsugadakeana là một loài bướm đêm trong họ Noctuidae.